# Hallescher Fußball-Club 2014-2015
Questa voce raccoglie le informazioni riguardanti l'Hallescher Fußball-Club nelle competizioni ufficiali della stagione 2014-2015.

## Stagione
Nella stagione 2014-2015 l'Hallescher, allenato da Sven Köhler, concluse il campionato di 3. Liga al 10º posto.

## Rosa
| N. |                      | Ruolo | Calciatore       |
| -- | -------------------- | ----- | ---------------- |
| 1  | Germania (bandiera)  | P     | Niklas Lomb      |
| 3  | Germania (bandiera)  | D     | Dominic Rau      |
| 4  | Croazia (bandiera)   | C     | Ivica Banović    |
| 5  | Germania (bandiera)  | D     | Patrick Mouaya   |
| 6  | Germania (bandiera)  | A     | Toni Lindenhahn  |
| 7  | Germania (bandiera)  | D     | Florian Brügmann |
| 8  | Germania (bandiera)  | D     | Florian Krebs    |
| 9  | Germania (bandiera)  | C     | Björn Ziegenbein |
| 10 | Turchia (bandiera)   | A     | Selim Aydemir    |
| 11 | Germania (bandiera)  | C     | Akaki Gogia      |
| 14 | Finlandia (bandiera) | A     | Timo Furuholm    |
| 15 | Germania (bandiera)  | C     | Tony Schmidt     |
| 16 | Mozambico (bandiera) | A     | Stanley Ratifo   |
| 17 | Germania (bandiera)  | D     | Daniel Ziebig    |

| N. |                        | Ruolo | Calciatore         |
| -- | ---------------------- | ----- | ------------------ |
| 18 | Germania (bandiera)    | C     | Tim Kruse          |
| 20 | Germania (bandiera)    | A     | Sören Bertram      |
| 22 | Germania (bandiera)    | C     | Maximilian Jansen  |
| 23 | Germania (bandiera)    | C     | Sascha Pfeffer     |
| 24 | Germania (bandiera)    | C     | Alexander Schmitt  |
| 25 | Germania (bandiera)    | D     | Marcel Baude       |
| 27 | Germania (bandiera)    | C     | Marco Engelhardt   |
| 28 | Germania (bandiera)    | C     | Marcel Franke      |
| 30 | Germania (bandiera)    | P     | Pierre Kleinheider |
| 31 | Austria (bandiera)     | P     | Lukas Königshofer  |
| 32 | Germania (bandiera)    | P     | Tom Müller         |
| 33 | Germania (bandiera)    | C     | Max Barnofsky      |
| 35 | Inghilterra (bandiera) | A     | Osayamen Osawe     |

## Organigramma societario
Area tecnica
- Allenatore: Sven Köhler
- Allenatore in seconda: Dieter Strozniak
- Preparatore dei portieri: Jens Adler
- Preparatori atletici:

## Calciomercato

### Sessione estiva
| Acquisti | Acquisti          | Acquisti           | Acquisti |
| R.       | Nome              | da                 | Modalità |
| -------- | ----------------- | ------------------ | -------- |
| C        | Marco Engelhardt  | Rot-Weiß Erfurt    |          |
| D        | Florian Krebs     | Osnabrück          |          |
| A        | Selim Aydemir     | Aalen              |          |
| C        | Ivica Banović     | Energie Cottbus    |          |
| C        | Maximilian Jansen | Bochum II          |          |
| P        | Lukas Königshofer | Rapid Vienna       |          |
| A        | Osayamen Osawe    | Southport          |          |
| C        | Sascha Pfeffer    | Chemnitz           |          |
| A        | Stanley Ratifo    | Pommern Greifswald |          |
| D        | Dominic Rau       | Erzgebirge Aue     |          |
| C        | Alexander Schmitt | Hallescher U19     |          |

| Cessioni | Cessioni         | Cessioni        | Cessioni |
| R.       | Nome             | a               | Modalità |
| -------- | ---------------- | --------------- | -------- |
| C        | Mustapha Amari   | VfL Halle 1896  |          |
| A        | Pierre Merkel    | Oldenburg       |          |
| C        | Niklas Brandt    | Magdeburgo      |          |
| C        | Pierre Becken    | Carl Zeiss Jena |          |
| P        | Franco Flückiger | O. Neugersdorf  |          |
| D        | Kristian Kojola  | IFK Mariehamn   |          |
| C        | Anton Müller     | Schönberg       |          |
| D        | Chris Reher      | Budissa Bautzen |          |
| A        | Francky Sembolo  | Osnabrück       |          |
| D        | Philipp Zeiger   | Rot-Weiss Essen |          |

### Sessione invernale
| Acquisti | Acquisti    | Acquisti         | Acquisti |
| R.       | Nome        | da               | Modalità |
| -------- | ----------- | ---------------- | -------- |
| P        | Niklas Lomb | Bayer Leverkusen |          |

| Cessioni | Cessioni      | Cessioni | Cessioni |
| R.       | Nome          | a        | Modalità |
| -------- | ------------- | -------- | -------- |
| D        | Robert Schick | Aalen    |          |

## Risultati

### 3. Liga

#### Girone di andata
| Arbitro: | Brand |

|  |           |                                    |
|  | Marcatori | 45’ Ofosu 83’ Türpitz 87’ Scheffel |

| Arbitro: | Alt |

|             |           |                                                         |
| Hemlein 26’ | Marcatori | 42’ Pfeffer 60’ (aut.) Börner 66’ Franke 82’, 85’ Osawe |

| Arbitro: | Siewer |

|  |           |                   |
|  | Marcatori | 33’ Fink 41’ Rahn |

| Arbitro: | Göpferich |

|            |           |              |
| Janjić 49’ | Marcatori | 65’ Furuholm |

| Arbitro: | Dietz |

|            |           |                               |
| Pfeffer 6’ | Marcatori | 9’ Müller 46’ (rig.) Marchese |

| Arbitro: | Dittrich |

|  |           |                                  |
|  | Marcatori | 20’, 83’ Furuholm 30’, 35’ Gogia |

| Halle 30 agosto 2014, ore 14:00 CEST 7ª giornata | Hallescher | 0 – 0 referto | Borussia Dortmund II | Erdgas Sportpark (6 314 spett.)\| Arbitro: \| Günsch \| |
| Arbitro:                                         | Günsch     |               |                      |                                                         |

| Arbitro: | Jablonski |

|  |           |           |
|  | Marcatori | 63’ Gogia |

| Arbitro: | Badstübner |

|  |           |                    |
|  | Marcatori | 43’, 58’ Lohkemper |

| Arbitro: | Stegemann |

|             |           |                       |
| Pospěch 20’ | Marcatori | 79’ Ziebig 89’ Franke |

| Arbitro: | Gagelmann |

|           |           |            |
| Kruse 31’ | Marcatori | 25’ Fetsch |

| Arbitro: | Heft |

|                 |           |  |
| Krohne 86’, 90’ | Marcatori |  |

| Arbitro: | Stieler |

|            |           |                        |
| Pfeffer 2’ | Marcatori | 57’ Tyrała 75’ Möhwald |

| Arbitro: | Schröder |

|                         |           |  |
| Schäffler 33’, 39’, 87’ | Marcatori |  |

| Arbitro: | Dittrich |

|                           |           |             |
| Gogia 27’, 85’ Schick 59’ | Marcatori | 90’ Jänicke |

| Arbitro: | Göpferich |

|            |           |           |
| Aosman 76’ | Marcatori | 72’ Gogia |

| Arbitro: | Schriever |

|  |           |                             |
|  | Marcatori | 88’ Cidimar 90’ Skarlatidis |

| Arbitro: | Huber |

|  |           |                  |
|  | Marcatori | 38’ (rig.) Gogia |

| Arbitro: | Reichel |

|                          |           |               |
| Engelhardt 13’ Kruse 36’ | Marcatori | 65’ Ornatelli |

#### Girone di ritorno
| Arbitro: | Petersen |

|  |           |                      |
|  | Marcatori | 23’ Franke 32’ Gogia |

| Arbitro: | Schmidt |

|  |           |                         |
|  | Marcatori | 4’, 11’ Klos 84’ Müller |

| Arbitro: | Waschitzki-Günther |

|                           |           |                  |
| Rahn 6’ (rig.) Kialka 44’ | Marcatori | 7’, 38’ Furuholm |

| Arbitro: | Brand |

|              |           |                              |
| Furuholm 90’ | Marcatori | 6’ (rig.) Janjić 90’ Onuegbu |

| Arbitro: | Schröder |

|             |           |              |
| Fischer 90’ | Marcatori | 89’ Furuholm |

| Arbitro: | Kempkes |

|                         |           |           |
| Pfeffer 30’ Aydemir 82’ | Marcatori | 75’ Köpke |

| Arbitro: | Badstübner |

|            |           |              |
| Nyarko 90’ | Marcatori | 44’ Furuholm |

| Arbitro: | Kampka |

|           |           |                       |
| Gogia 38’ | Marcatori | 74’ Ziemer 90’ Hüsing |

| Arbitro: | Mix |

|  |           |             |
|  | Marcatori | 39’ Banović |

| Arbitro: | Stark |

|                                  |           |              |
| Furuholm 66’ Kruse 72’ Osawe 90’ | Marcatori | 13’ Kaufmann |

| Arbitro: | Ittrich |

|                               |           |                                     |
| Tekerci 18’ Eilers 72’ (rig.) | Marcatori | 24’ Franke 37’ Bertram 52’ Furuholm |

| Arbitro: | Brych |

|                                           |           |  |
| Furuholm 27’ Banović 50’ Gogia 78’ (rig.) | Marcatori |  |

| Arbitro: | Kinhöfer |

|              |           |                       |
| Kammlott 23’ | Marcatori | 15’ Osawe 16’ Bertram |

| Arbitro: | Willenborg |

|                        |           |                 |
| Osawe 19’ Furuholm 57’ | Marcatori | 59’, 75’ Kazior |

| Arbitro: | Wingenbach |

|                                       |           |  |
| Vunguidica 49’, 78’ Franke 62’ (aut.) | Marcatori |  |

| Arbitro: | Siewer |

|                           |           |              |
| Osawe 5’ Gogia 30’ (rig.) | Marcatori | 49’ Lienhard |

| Arbitro: | Waschitzki-Günther |

|                              |           |           |
| Gehring 77’ Rizzi 84’ (rig.) | Marcatori | 45’ Kruse |

| Arbitro: | Ittrich |

|           |           |                |
| Osawe 63’ | Marcatori | 57’, 72’ Höler |

| Arbitro: | Dittrich |

|                          |           |  |
| Menga 31’ Il'jučenko 80’ | Marcatori |  |

## Statistiche

### Statistiche di squadra
| Competizione | Punti | In casa | In casa | In casa | In casa | In casa | In casa | In trasferta | In trasferta | In trasferta | In trasferta | In trasferta | In trasferta | Totale | Totale | Totale | Totale | Totale | Totale | DR |
| Competizione | Punti | G       | V       | N       | P       | Gf      | Gs      | G            | V            | N            | P            | Gf           | Gs           | G      | V      | N      | P      | Gf     | Gs     | DR |
| ------------ | ----- | ------- | ------- | ------- | ------- | ------- | ------- | ------------ | ------------ | ------------ | ------------ | ------------ | ------------ | ------ | ------ | ------ | ------ | ------ | ------ | -- |
| 3. Liga      | 53    | 19      | 6       | 3       | 10      | 23      | 30      | 19           | 9            | 5            | 5            | 28           | 23           | 38     | 15     | 8      | 15     | 51     | 53     | -2 |
| Totale       | 53    | 19      | 6       | 3       | 10      | 23      | 30      | 19           | 9            | 5            | 5            | 28           | 23           | 38     | 15     | 8      | 15     | 51     | 53     | -2 |

### Andamento in campionato
| Giornata  | 1  | 2 | 3  | 4  | 5  | 6  | 7  | 8  | 9  | 10 | 11 | 12 | 13 | 14 | 15 | 16 | 17 | 18 | 19 | 20 | 21 | 22 | 23 | 24 | 25 | 26 | 27 | 28 | 29 | 30 | 31 | 32 | 33 | 34 | 35 | 36 | 37 | 38 |
| --------- | -- | - | -- | -- | -- | -- | -- | -- | -- | -- | -- | -- | -- | -- | -- | -- | -- | -- | -- | -- | -- | -- | -- | -- | -- | -- | -- | -- | -- | -- | -- | -- | -- | -- | -- | -- | -- | -- |
| Luogo     | C  | T | C  | T  | C  | T  | C  | T  | C  | T  | C  | T  | C  | T  | C  | T  | C  | T  | C  | T  | C  | T  | C  | T  | C  | T  | C  | T  | C  | T  | C  | T  | C  | T  | C  | T  | C  | T  |
| Risultato | P  | V | P  | N  | P  | V  | N  | V  | P  | V  | N  | P  | P  | P  | V  | N  | P  | V  | V  | V  | P  | N  | P  | N  | V  | N  | P  | V  | V  | V  | V  | V  | N  | P  | V  | P  | P  | P  |
| Posizione | 19 | 8 | 16 | 14 | 15 | 13 | 15 | 10 | 11 | 10 | 10 | 12 | 13 | 14 | 14 | 13 | 14 | 14 | 13 | 13 | 13 | 12 | 13 | 13 | 12 | 12 | 13 | 11 | 10 | 9  | 7  | 6  | 6  | 7  | 7  | 7  | 9  | 10 |

Legenda:

Luogo: C = Casa; T = Trasferta. Risultato: V = Vittoria; N = Pareggio; P = Sconfitta.

### Statistiche dei giocatori
| S. Aydemir     | 18 | 1  | 3 | 0 |
| I. Banović     | 22 | 2  | 8 | 1 |
| M. Barnofsky   | 0  | 0  | 0 | 0 |
| M. Baude       | 30 | 0  | 6 | 0 |
| S. Bertram     | 27 | 2  | 3 | 0 |
| F. Brügmann    | 25 | 0  | 8 | 1 |
| M. Engelhardt  | 27 | 1  | 6 | 0 |
| M. Franke      | 32 | 4  | 4 | 0 |
| T. Furuholm    | 35 | 12 | 4 | 1 |
| A. Gogia       | 35 | 11 | 9 | 0 |
| M. Jansen      | 36 | 0  | 5 | 0 |
| D. Kisiel      | 0  | 0  | 0 | 0 |
| P. Kleinheider | 20 | 0  | 0 | 0 |
| F. Krebs       | 4  | 0  | 0 | 0 |
| T. Kruse       | 33 | 4  | 8 | 0 |
| L. Königshofer | 6  | 0  | 0 | 0 |
| T. Lindenhahn  | 0  | 0  | 0 | 0 |
| N. Lomb        | 13 | 0  | 0 | 1 |
| P. Mouaya      | 13 | 0  | 3 | 0 |
| T. Müller      | 0  | 0  | 0 | 0 |
| O. Osawe       | 32 | 7  | 1 | 0 |
| S. Pfeffer     | 28 | 4  | 5 | 0 |
| S. Ratifo      | 4  | 0  | 0 | 0 |
| D. Rau         | 22 | 0  | 2 | 1 |
| R. Schick      | 15 | 1  | 3 | 0 |
| T. Schmidt     | 20 | 0  | 3 | 0 |
| A. Schmitt     | 0  | 0  | 0 | 0 |
| D. Ziebig      | 17 | 1  | 0 | 0 |
| B. Ziegenbein  | 3  | 0  | 1 | 0 |